# Kanton Donzenac
Donzenac is een voormalig kanton van het Franse departement Corrèze. Het kanton maakte deel uit van het arrondissement Brive-la-Gaillarde.  Het werd opgeheven bij decreet van 24 februari 2014, met uitwerking op 22 maart 2015. Alle gemeenten werden opgenomen in het nieuwe kanton Allassac.

## Gemeenten
Het kanton Donzenac omvatte de volgende gemeenten:
- Allassac
- Donzenac (hoofdplaats)
- Sadroc
- Sainte-Féréole
- Saint-Pardoux-l'Ortigier
- Saint-Viance